# Catherine Walpole
Catherine Walpole (rozená Shorterová; 1682 – 20. srpna 1737) byla od 30. července 1700 první manželkou britského politika a premiéra Roberta Walpola.
Narodila se jako dcera sira Johna Shortera, bohatého kupce z Kentu, a Elizabeth Philippsové. Ke svatbě s Robertem Walpolem dostala věnem £20,000.
Catherine byla proslulá svým extravagantním životním stylem, častým navštěvováním oper a nakupováním drahého oblečení a šperků. Během Walpoleova ministrování od sebe manželé odešli a Robert měl řadu milenek. S Marií Skerrettovou žil ještě za manželčina života v londýnském Richmondu a Houghton Hall v Norfolku. U dvora se říkalo, že Walpoleův nejmladší syn Horác, který se narodil až deset let po svých sourozencích v době kdy vztah mezi manželi už ochladl, není ani vzhledem ani povahou podobný sourozencům ani otci. Milencem lady Walpoleové byl v té době Lord Hervey.
Catherine měla s Robertem Walpolem šest dětí:
- Robert Walpole, 2. hrabě z Orfordu (1701–1751)
- Katherine Walpole (1703–1722)
- Horatio Walpole (1704–1704)
- Mary Walpole (1706–1732)
- Edward Walpole (1706–1784)
- Horace Walpole (1717–1797)

## Oslovení
- Miss Catherine Shorter (1682–1700)
- Mrs Robert Walpole (1700–1725)
- Lady Walpole (1725–1737)